# СКД-2
СКД-2 — советский прицепной двухрядный свёклоуборочный комбайн. Предназначался для уборки сахарной свёклы в поливной и основной зонах свеклосеяния.  Серийный выпуск начался в 1972 (после задержки в несколько лет). 
Комбайн поточный, ботвосрезающие и подкапывающие рабочие органы расположены последовательно. Использовался в том числе с тракторами «Беларусь» и Т-54С. При работе обрезал ботву на корню, затем сбрасывал в кузов тракторной тележки; выкапывал корни растений и грузил их в транспортное средство. Работа комбайна не зависела от состояния ботвы. Рекомендовался к использованию, например, в районах Северного Кавказа и Поволжья, где к началу уборки ботва значительно отмирает.  

## Технические характеристики
- Потребная мощность — от 25,7 до 40,5 кВт.
- Рабочая скорость — до 8 км/ч.
- Ширина захвата — 0,9; 1,2 м.
- Производительность — от 0,26 до 0,35 гектар/час.
- Междурядье для работы комбайна — 45; 60 см. [1]